# Unaí
Unaí là một đô thị thuộc bang Minas Gerais, Brasil. Đô thị này có diện tích 8463,579 km², dân số năm 2007 là 77433 người, mật độ 9,6 người/km².